# Homadaula anisocentra
Homadaula anisocentra is een vlinder uit de familie van de Galacticidae. De soort is voor het eerst wetenschappelijk beschreven door Edward Meyrick in een publicatie uit 1922.

## Verspreiding
De soort komt voor in China en Japan. De soort is in 1940 geïntroduceerd in de Verenigde Staten en wordt daar beschouwd als een pest.

## Levensloop
De rups leeft op Albizia julibrissin Durazz. en Gleditsia triacanthos L. (Fabaceae). De soort overwintert als pop. De vlinder heeft twee generaties per jaar.